# Przemysław Czapliński
Przemysław Roman Czapliński (ur. 6 listopada 1962 w Poznaniu) – polski krytyk literacki, profesor literatury współczesnej. Pracuje w Instytucie Filologii Polskiej UAM. Członek korespondent Polskiej Akademii Nauk.

## Życiorys
Absolwent Liceum Ogólnokształcącego im. Karola Marcinkowskiego w Poznaniu. Doktoryzował się w 1992, habilitował w 1998, a rok później uzyskał stanowisko profesora na Uniwersytecie im. Adama Mickiewicza. Tytuł profesora otrzymał w 2002 roku. W latach 2002–2008 pełnił funkcję kierownika Pracowni Krytyki Literackiej (na Wydziale Filologii Polskiej UAM), od 2008 jest kierownikiem specjalności krytycznoliterackiej (od 2015 nazwa specjalności: Krytyka i praktyka literacka). W latach 2001–2006 był redaktorem czasopisma Poznańskie Studia Polonistyczne; od 2016 wchodzi w skład redakcji czasopisma „Teksty Drugie”. W latach 2002–2006 był członkiem Komitetu Nauk o Literaturze Polskiej Akademii Nauk. W latach 1997–2001 oraz 2010–2013 wchodził w skład jury Nagrody Literackiej Nike, od 2008 zasiada w jury konkursu teatralnego poświęconego polskiej dramaturgii współczesnej „Metafory rzeczywistości”. Autor wielu publikacji krytycznoliterackich (m.in. Ślady przełomu. O prozie polskiej 1976–1996, Ruchome marginesy: szkice o literaturze lat 90.).
W 2016 został wybrany na członka korespondenta Polskiej Akademii Nauk.

## Nagrody i nominacje
- 1993 – II nagroda w Konkursie Fundacji im. Konrada i Marty Górskich
- 1996 – Medal Młodej Sztuki
- 1997 – Nagroda im. Ludwika Frydego, przyznawana przez Międzynarodowe Stowarzyszenie Krytyki Literackiej
- 1998 – Nagroda Fundacji im. Kościelskich
- 1999 – Nagroda Prezesa Rady Ministrów
- 2004 – Nagroda im. Kazimierza Wyki[9]
- 2014 – Srebrny Medal „Zasłużony Kulturze Gloria Artis” nadawany przez Ministra Kultury i Dziedzictwa Narodowego[10]
- 2017 – nominacje za książkę Poruszona mapa: do nagrody im. Jerzego Giedroyca; do Górnośląskiej nagrody Orfeusz
- 2017 – nagroda im. Jana Długosza za książkę Poruszona mapa
- 2019 – Nagroda Marszałka Województwa Wielkopolskiego w dziedzinie twórczości artystycznej, upowszechniania i ochrony dóbr kultury
- 2020 – nagroda American Association of Teachers of Slavic and East European Languages przyznawana najlepiej zredagowanej wieloautorskiej książce naukowej (AATSEEL Annual Award for the Best Edited Multi-Author Scholarly Volume) za dzieło Being Poland: A New History of Polish Literature and Culture since 1918, edited by Tamara Trojanowska, Joanna Niżyńska, and Przemysław Czapliński, with the assistance of Agnieszka Polakowska (University of Toronto Press, 2018)
- 2020 – Nagroda Michaela Henry’ego Heima za rok 2020 (The 2020 Michael Henry Heim Prize in Collegial Translation) za przekład artykułu Katastrofa wsteczna dokonany przez Joannę Trzeciak Huss (Kent State University)

## Publikacje
- Tadeusz Konwicki, Poznań 1994
- Poetyka manifestu literackiego 1918–1939, Warszawa 1997
- Ślady przełomu. O prozie polskiej 1976–1996, Kraków 1997 (ISBN 83-08-02723-7)
- Literatura polska 1976–1998. Przewodnik po prozie i poezji, Kraków 1999 (wraz z Piotrem Śliwińskim)
- Kontrapunkt. Rozmowy o książkach, Poznań 1999 (wraz z Piotrem Śliwińskim)
- Wzniosłe tęsknoty. Nostalgie w prozie lat dziewięćdziesiątych, Kraków 2001
- Mikrologi ze śmiercią: motywy tanatyczne we współczesnej literaturze polskiej, Poznań 2001
- Ruchome marginesy: szkice o literaturze lat 90, Kraków 2002 ISBN 83-240-0145-X()
- Świat podrobiony. Krytyka i literatura wobec nowej rzeczywistości, Kraków 2003
- Kalendarium życia literackiego 1976–2000. Wydarzenia, dyskusje, bilanse, Kraków 2003 (wraz z Maciejem Lecińskim, Elizą Szybowicz, Błażejem Warkockim)
- Efekt bierności. Literatura w czasie normalnym, Kraków 2004
- Powrót centrali. Literatura w nowej rzeczywistości, Kraków 2007
- Polska do wymiany. Późna nowoczesność i nasze wielkie narracje, Warszawa 2009 [przekład na jęz. rumuński: Polonia în schimbare: modernitatea târzie și marile noastre narațiuni, Trad. Constantin Geambasu. Paideia, București 2015]
- Resztki nowoczesności. Dwa studia o literaturze i życiu. Kraków 2011 [przekład na jęz. angielski: The Remnants of Modernity. Two Essays on Sarmatism and Utopia in Polish Contemporary Literature. Trans. by Thomas Anessi. Peter Lang Edition, Frankfurt am Main 2015]
- Poruszona mapa, Kraków 2016 (ISBN 978-83-08-06195-4)
- Literatura i jej natury. Przewodnik ekokrytyczny dla nauczycieli i uczniów szkół średnich, Poznań 2017 (wraz z Joanną B. Bednarek, Dawidem Gostyńskim)
- Rozbieżne emancypacje. Przewodnik po prozie 1976–2020. Kraków 2024

Antologie i przekłady
- Literatura ustna. Wybór tekstów, wstęp, kalendarium i bibliografia P. Czapliński. Gdańsk 2010
- Kamp. Antologia przekładów. pod red. P. Czaplińskiego i Anny Mizerki. Kraków 2012
- Ekonomia prestiżu. Nagrody, wyróżnienia i wymiana wartości kulturowej. Przeł. P. Czapliński, Łukasz Zaremba. Wstęp P. Czapliński, Warszawa 2013

Prace zespołowe
- Nuda w kulturze, pod red. P. Czaplińskiego i Piotra Śliwińskiego. Poznań 1999
- Normalność i konflikty. Rozważania o literaturze i życiu literackim w nowych czasach, pod red. P. Czaplińskiego, P. Śliwińskiego, Poznań 2006
- Lacan, Žižek – rewolucja pod spodem, pod red. P. Czaplińskiego. Poznań 2008
- Zagłada. Współczesne problemy rozumienia i przedstawiania. Red. P. Czapliński, Ewa Domańska, Poznań 2009
- Jaka antropologia literatury jest dzisiaj możliwa. Red. P. Czapliński, Anna Legeżyńska, Marcin Telicki, Poznań 2010
- Nowoczesność i sarmatyzm. Red. P. Czapliński, Poznań 2011
- Poetyka migracji. Doświadczenie granic w literaturze polskiej przełomu XX i XXI wieku. Red. P. Czapliński, Renata Makarska, Marta Tomczok (Cuber). Katowice 2013
- Nowa humanistyka. Zajmowanie pozycji, negocjowanie autonomii. Red. P. Czapliński, Ryszard Nycz. IBL PAN, Warszawa 2017
- Prognozowanie teraźniejszości. Myślenie z wnętrza kryzysu. Red. P. Czapliński, Joanna B. Bednarek. Wydawnictwo Katedra Gdańsk 2018
- O jeden las za daleko. Demokracja, kapitalizm i nieposłuszeństwo ekologiczne w Polsce. Red. P. Czapliński, Joanna B. Bednarek, Dawid Gostyński. Instytut Wydawniczy Książka i Prasa (seria Biblioteka Le Monde Diplomatique), Warszawa 2019
- Being Poland: A New History of Polish Literature and Culture since 1918, edited by Tamara Trojanowska, Joanna Niżyńska, and Przemysław Czapliński, with the assistance of Agnieszka Polakowska, University of Toronto Press, 2018
- Tożsamość po pogromie. Świadectwa i interpretacje Marca '68. Red. Alina Molisak, P. Czapliński. IBL PAN, Warszawa 2019
- To wróci. Przeszłość i przyszłość pandemii. Red. P. Czapliński, Joanna B. Bednarek, Instytut Wydawniczy Książka i Praca (seria Biblioteka Le Monde Diplomatique), Warszawa 2022, ss. 460